# SpaceX Crew-8
SpaceX Crew-8 est un vol habité du vaisseau spatial Crew Dragon de la société américaine SpaceX lancé le 4 mars 2024 et qui transporte quatre membres des expéditions 70 et 71 de la Station spatiale internationale.
Le déroulement de la mission a été modifié pour faire face aux problèmes rencontrés par l'équipage du vol d'essai du Starliner de Boeing.

## Équipage
Le 4 août 2023, l'équipage est annoncé :
- Commandant : Matthew Dominick (1),  États-Unis, NASA ;
- Pilote : Michael Barratt (3),  États-Unis, NASA ;
- Spécialiste de mission 1 : Jeanette Epps (1),  États-Unis, NASA ;
- Spécialiste de mission 2 : Alexandre Grebionkine (1),  Russie, Roscosmos[2]

(Le chiffre entre parenthèses indique le nombre de vols spatiaux effectués par l'astronaute, SpaceX Crew-8 inclus.)

## Déroulement de la mission
Le lancement du vaisseau Endeavour par la fusée Falcon 9 Block 5 a lieu le 4 mars 2024 à 3 h 53 UTC depuis l'aire de lancement LC-39A du Centre spatial Kennedy. Le vaisseau s'amarre à l'ISS le lendemain à 7 h 28 UTC pour participer à l'expédition 70.
Après s'être désamarrée de l'ISS le 23 octobre 2024 à 21 h 5 UTC, la capsule revient sur Terre le 25 octobre en amerrissant à 7 h 29 UTC dans le golfe du Mexique.